# Bégakörtés
Bégakörtés, románul: Păru, település Romániában, a Bánságban, Temes megyében.

## Fekvése
Lugostól északra fekvő település.

## Története
Bégakörtés nevét 1723-ban Mercy térképe említette először, majd 1848-ban Pöel formában a falu pecsétjén tűnt fel neve. (Pesty: Krassó II/2. 103).
1808-ban Perul, 1828-ban Poerul, 1888-ban Perul, 1913-ban Bégakörtés néven volt említve.
1851-ben Fényes Elek írta a településről:
...499 óhitü lakossal, s anyatemplommal. Földes ura a kamara.
A trianoni békeszerződés előtt Krassó-Szörény vármegye Bégai járásához tartozott.
1910-ben 626 lakosából 20 magyar, 9 német, 597 román volt. Ebből 508 görögkatolikus, 14 református, 88 görög keleti ortodox volt.

## Források

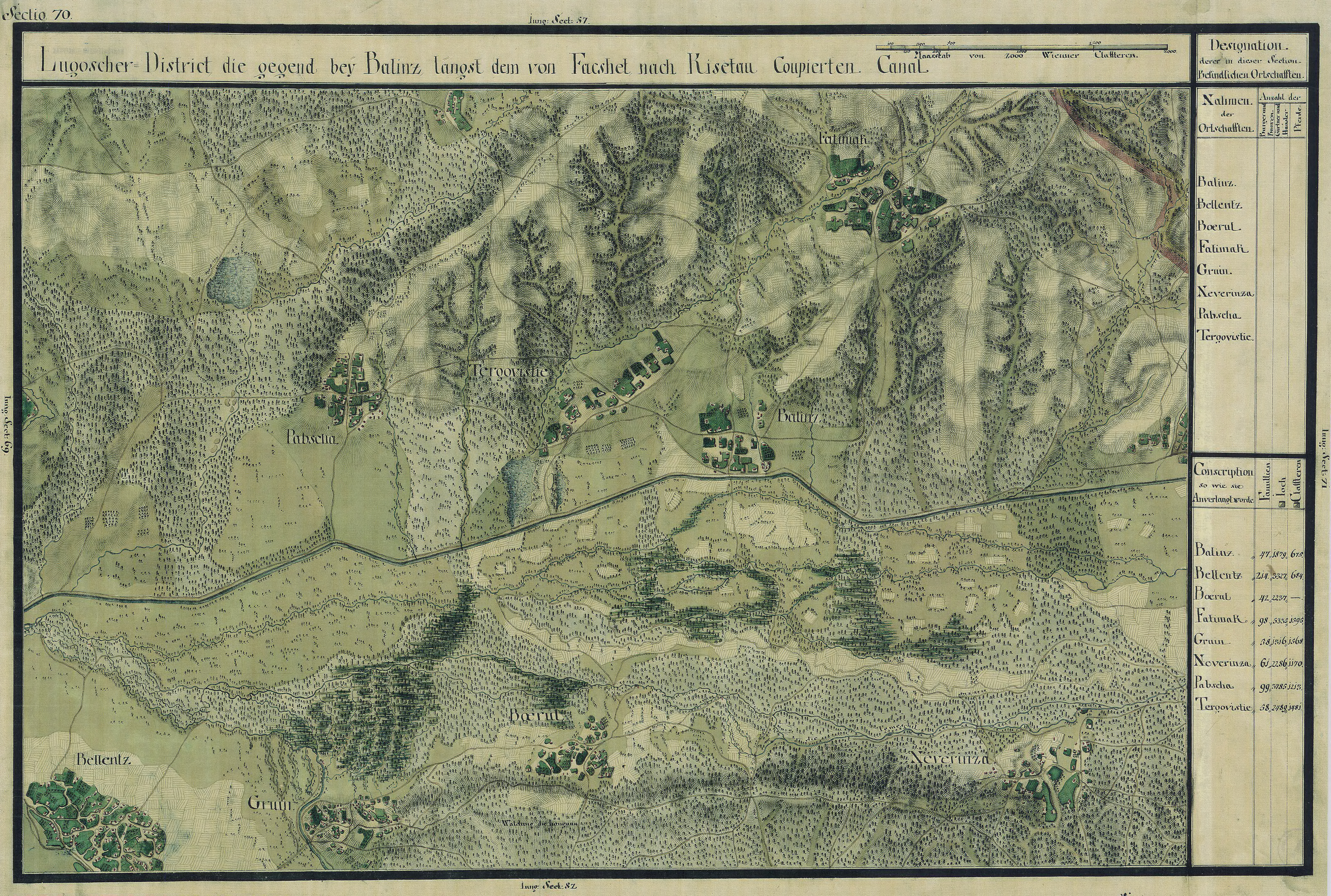
Bégakörtés egy régi térképen